# Liga dos Campeões da UEFA de 2003–04
A Liga dos Campeões da UEFA 2003–04 foi a 49ª edição na história da competição. Foi disputada entre Julho de 2003 e Maio de 2004, com a participação inicial de 72 equipes, representantes de 48 federações nacionais diferentes.
A final foi disputada em 26 de Maio de 2004 na Veltins-Arena, em Gelsenkirchen, na Alemanha, e o Porto venceu o Monaco por 3-0, garantindo seu segundo título.

## Fase pré-eliminatória (classificatória para a fase de grupos)

### Primeira fase
| Equipe Mandante 1ª mão | Total  | Equipe Visitante 1ª mão | Ida   | Volta |
| ---------------------- | ------ | ----------------------- | ----- | ----- |
| Pyunik                 | 2 - 1  | KR                      | 1 - 0 | 1 - 1 |
| Sheriff Tiraspol       | 2 - 1  | Flora                   | 1 - 0 | 1 - 1 |
| HB                     | 1 - 5  | Kaunas                  | 0 - 1 | 1 - 4 |
| BATE Borisov           | 1 - 3  | Bohemian                | 1 - 0 | 0 - 3 |
| Vardar                 | 5 - 1  | Barry Town              | 3 - 0 | 2 - 1 |
| Grevenmacher           | 0 - 2  | Leotar                  | 0 - 0 | 0 - 2 |
| Glentoran              | 0 - 1  | HJK                     | 0 - 0 | 0 - 1 |
| Sliema Wanderers       | 3 - 3  | Skonto                  | 2 - 0 | 1 - 3 |
| Omonia                 | 2 - 1  | Irtysh Pavlodar         | 0 - 0 | 2 - 1 |
| Dinamo Tbilisi         | 3 - 3* | Tirana                  | 3 - 0 | 0 - 3 |

- O Tirana se classificou após vencer por 4 a 2 nas cobranças de pênaltis.

### Segunda fase
| Equipe Mandante 1ª mão | Total  | Equipe Visitante 2ª mão | Ida   | Volta |
| ---------------------- | ------ | ----------------------- | ----- | ----- |
| MTK                    | 3 - 2  | HJK Helsinki            | 3 - 1 | 0 - 1 |
| Pyunik                 | 0 - 3  | CSKA Sofia              | 0 - 2 | 0 - 1 |
| Kaunas                 | 0 - 5  | Celtic                  | 0 - 4 | 0 - 1 |
| Leotar                 | 1 - 4  | Slavia Praha            | 1 - 2 | 0 - 2 |
| Sheriff Tiraspol       | 0 - 2  | Shakhtar Donetsk        | 0 - 0 | 0 - 2 |
| Žilina                 | 2 - 1  | Maccabi Tel Aviv        | 1 - 0 | 1 - 1 |
| Bohemian               | 0 - 5  | Rosenborg               | 0 - 1 | 0 - 4 |
| Maribor                | 2 - 3  | Dínamo Zagreb           | 1 - 1 | 1 - 2 |
| CSKA Moscow            | 2 - 3  | Vardar                  | 1 - 2 | 1 - 1 |
| Rapid Bucureşti        | 2 - 3  | Anderlecht              | 0 - 0 | 2 - 3 |
| Partizan               | 3 - 3  | Djurgårdens             | 1 - 1 | 2 - 2 |
| Wisła Kraków           | 7 - 4  | Omonia                  | 5 - 2 | 2 - 2 |
| København              | 10 - 1 | Sliema Wanderers        | 4 - 1 | 6 - 0 |
| Tirana                 | 2 - 7  | Grazer AK               | 1 - 5 | 1 - 2 |

### Terceira fase
| Equipe Mandante 1ª mão | Total   | Equipa Visitante 1ª mão | Ida   | Volta |
| ---------------------- | ------- | ----------------------- | ----- | ----- |
| Vardar                 | 4 - 5   | Sparta Praga            | 2 - 3 | 2 - 2 |
| MTK                    | 0 - 5   | Celtic                  | 0 - 4 | 0 - 1 |
| Rangers                | 3 - 2   | København               | 1 - 1 | 2 - 1 |
| Austria Wien           | 0 - 1   | Olympique de Marseille  | 0 - 1 | 0 - 0 |
| Club Brugge            | 3 - 3*  | Borussia Dortmund       | 2 - 1 | 1 - 2 |
| Shakhtar Donetsk       | 2 - 3   | Lokomotiv Moscou        | 1 - 0 | 1 - 3 |
| Lazio                  | 4 - 1   | Benfica                 | 3 - 1 | 1 - 0 |
| Dínamo de Kiev         | 6 - 0   | Dínamo Zagreb           | 3 - 1 | 2 - 0 |
| Rosenborg              | 0 - 1   | Deportivo La Coruña     | 0 - 0 | 0 - 1 |
| Grasshoppers           | 2 - 3   | AEK Atenas              | 1 - 0 | 1 - 3 |
| Žilina                 | 0 - 5   | Chelsea                 | 0 - 2 | 0 - 3 |
| Celta de Vigo          | 3 - 2   | Slavia Praha            | 3 - 0 | 0 - 2 |
| Partizan               | 1 - 1** | Newcastle               | 0 - 1 | 1 - 0 |
| Galatasaray            | 6 - 0   | CSKA Sofia              | 3 - 0 | 3 - 0 |
| Anderlecht             | 4 - 1   | Wisła Kraków            | 3 - 1 | 1 - 0 |
| Grazer AK              | 2 - 3   | Ajax                    | 1 - 1 | 1 - 2 |

- Nos pênaltis, o Club Brugge venceu por 4x2.
  - Nos pênaltis, o Partizan venceu por 4x3

## Fase de grupos
As equipes em verde são as que se classificaram para as oitavas de final, e as vermelhas as que passam para a UEFA Europa League

### Grupo A
| Time                 | Pts | Pld | W | D | L | GF | GA | GD |
| -------------------- | --- | --- | - | - | - | -- | -- | -- |
| 1. Lyon              | 10  | 6   | 3 | 1 | 2 | 7  | 7  | 0  |
| 2. Bayern de Munique | 9   | 6   | 2 | 3 | 1 | 6  | 5  | +1 |
| 3. Celtic            | 7   | 6   | 2 | 1 | 3 | 8  | 7  | +1 |
| 4. Anderlecht        | 7   | 6   | 2 | 1 | 3 | 4  | 6  | -2 |

| Primeira rodada   |     |                   |
| Lyon              | 1–0 | Anderlecht        |
| Bayern de Munique | 2–1 | Celtic            |
| Segunda rodada    |     |                   |
| Celtic            | 2–0 | Lyon              |
| Anderlecht        | 1–1 | Bayern de Munique |
| Terceira rodada   |     |                   |
| Anderlecht        | 1–0 | Celtic            |
| Lyon              | 1–1 | Bayern de Munique |
| Quarta rodada     |     |                   |
| Bayern de Munique | 1–2 | Lyon              |
| Celtic            | 3–1 | Anderlecht        |
| Quinta rodada     |     |                   |
| Anderlecht        | 1–0 | Lyon              |
| Celtic            | 0–0 | Bayern de Munique |
| Sexta rodada      |     |                   |
| Lyon              | 3–2 | Celtic            |
| Bayern de Munique | 1–0 | Anderlecht        |

### Grupo B
| Team                | Pts | Pld | W | D | L | GF | GA | GD |
| ------------------- | --- | --- | - | - | - | -- | -- | -- |
| 1. Arsenal          | 10  | 6   | 3 | 1 | 2 | 9  | 6  | +3 |
| 2. Lokomotiv Moscow | 8   | 6   | 2 | 2 | 2 | 7  | 7  | 0  |
| 3. Internazionale   | 8   | 6   | 2 | 2 | 2 | 8  | 11 | -3 |
| 4. Dínamo de Kiev   | 7   | 6   | 2 | 1 | 3 | 8  | 8  | 0  |

| Primeira rodada  |     |                  |  |
| Dínamo de Kiev   | 2–0 | Lokomotiv Moscow |  |
| Arsenal          | 0–3 | Internazionale   |  |
| Segunda rodada   |     |                  |  |
| Lokomotiv Moscow | 0–0 | Arsenal          |  |
| Internazionale   | 2–1 | Dínamo de Kiev   |  |
| Terceira rodada  |     |                  |  |
| Dínamo de Kiev   | 2–1 | Arsenal          |  |
| Lokomotiv Moscow | 3–0 | Internazionale   |  |
| Quarta rodada    |     |                  |  |
| Arsenal          | 1–0 | Dínamo de Kiev   |  |
| Internazionale   | 1–1 | Lokomotiv Moscow |  |
| Quinta rodada    |     |                  |  |
| Lokomotiv Moscow | 3–2 | Dínamo de Kiev   |  |
| Internazionale   | 1–5 | Arsenal          |  |
| Sexta rodada     |     |                  |  |
| Dínamo de Kiev   | 1–1 | Internazionale   |  |
| Arsenal          | 2–0 | Lokomotiv Moscow |  |

### Grupo C
| Team                   | Pts | Pld | W | D | L | GF | GA | GD  |
| ---------------------- | --- | --- | - | - | - | -- | -- | --- |
| 1. Monaco              | 11  | 6   | 3 | 2 | 1 | 15 | 6  | +9  |
| 2. Deportivo La Coruña | 10  | 6   | 3 | 1 | 2 | 12 | 12 | 0   |
| 3. PSV Eindhoven       | 10  | 6   | 3 | 1 | 2 | 8  | 7  | +1  |
| 4. AEK Atenas          | 2   | 6   | 0 | 2 | 4 | 1  | 11 | -10 |

| Primeira rodada     |     |                     |
| AEK Atenas          | 1–1 | Deportivo La Coruña |
| PSV Eindhoven       | 1–2 | Monaco              |
| Segunda rodada      |     |                     |
| Deportivo La Coruña | 2–0 | PSV Eindhoven       |
| Monaco              | 4–0 | AEK Atenas          |
| Terceira rodada     |     |                     |
| AEK Atenas          | 0–1 | PSV Eindhoven       |
| Deportivo La Coruña | 1–0 | Monaco              |
| Quarta rodada       |     |                     |
| PSV Eindhoven       | 2–0 | AEK Atenas          |
| Monaco              | 8–3 | Deportivo La Coruña |
| Quinta rodada       |     |                     |
| Deportivo La Coruña | 3–0 | AEK Atenas          |
| Monaco              | 1–1 | PSV Eindhoven       |
| Sexta rodada        |     |                     |
| AEK Atenas          | 0–0 | Monaco              |
| PSV Eindhoven       | 3–2 | Deportivo La Coruña |

### Grupo D
| Team             | Pts | Pld | W | D | L | GF | GA | GD |
| ---------------- | --- | --- | - | - | - | -- | -- | -- |
| 1. Juventus      | 13  | 6   | 4 | 1 | 1 | 15 | 6  | +9 |
| 2. Real Sociedad | 9   | 6   | 2 | 3 | 1 | 8  | 8  | 0  |
| 3. Galatasaray   | 7   | 6   | 2 | 1 | 3 | 6  | 8  | -2 |
| 4. Olympiacos    | 4   | 6   | 1 | 1 | 4 | 6  | 13 | -7 |

| Primeira rodada |     |               |
| Juventus        | 2–1 | Galatasaray   |
| Real Sociedad   | 1–0 | Olympiacos    |
| Segunda rodada  |     |               |
| Galatasaray     | 1–2 | Real Sociedad |
| Olympiacos      | 1–2 | Juventus      |
| Terceira rodada |     |               |
| Juventus        | 4–2 | Real Sociedad |
| Galatasaray     | 1–0 | Olympiacos    |
| Quarta rodada   |     |               |
| Real Sociedad   | 0–0 | Juventus      |
| Olympiacos      | 3–0 | Galatasaray   |
| Quinta rodada   |     |               |
| Galatasaray     | 2–0 | Juventus      |
| Olympiacos      | 2–2 | Real Sociedad |
| Sexta rodada    |     |               |
| Juventus        | 7–0 | Olympiacos    |
| Real Sociedad   | 1–1 | Galatasaray   |

### Grupo E
| Team                 | Pts | Pld | W | D | L | GF | GA | GD  |
| -------------------- | --- | --- | - | - | - | -- | -- | --- |
| 1. Manchester United | 15  | 6   | 5 | 0 | 1 | 13 | 2  | +11 |
| 2. Stuttgart         | 12  | 6   | 4 | 0 | 2 | 9  | 6  | +3  |
| 3. Panathinaikos     | 4   | 6   | 1 | 1 | 4 | 5  | 13 | -8  |
| 4. Rangers           | 4   | 6   | 1 | 1 | 4 | 4  | 10 | -6  |

| Primeira rodada   |     |                   |
| Rangers           | 2–1 | Stuttgart         |
| Manchester United | 5–0 | Panathinaikos     |
| Segunda rodada    |     |                   |
| Stuttgart         | 2–1 | Manchester United |
| Panathinaikos     | 1–1 | Rangers           |
| Terceira rodada   |     |                   |
| Rangers           | 0–1 | Manchester United |
| Stuttgart         | 2–0 | Panathinaikos     |
| Quarta rodada     |     |                   |
| Manchester United | 3–0 | Rangers           |
| Panathinaikos     | 1–3 | Stuttgart         |
| Quinta rodada     |     |                   |
| Stuttgart         | 1–0 | Rangers           |
| Panathinaikos     | 0–1 | Manchester United |
| Sexta rodada      |     |                   |
| Rangers           | 1–3 | Panathinaikos     |
| Manchester United | 2–0 | Stuttgart         |

### Grupo F
| Team                      | Pts | Pld | W | D | L | GF | GA | GD |
| ------------------------- | --- | --- | - | - | - | -- | -- | -- |
| 1. Real Madrid            | 14  | 6   | 4 | 2 | 0 | 11 | 5  | +6 |
| 2. Porto                  | 11  | 6   | 3 | 2 | 1 | 9  | 8  | +1 |
| 3. Olympique de Marseille | 4   | 6   | 1 | 1 | 4 | 9  | 11 | -2 |
| 4. Partizan               | 3   | 6   | 0 | 3 | 3 | 3  | 8  | -5 |

| Primeira rodada        |     |                        |
| Real Madrid            | 4–2 | Olympique de Marseille |
| Partizan               | 1–1 | Porto                  |
| Segunda rodada         |     |                        |
| Olympique de Marseille | 3–0 | Partizan               |
| Porto                  | 1–3 | Real Madrid            |
| Terceira rodada        |     |                        |
| Real Madrid            | 1–0 | Partizan               |
| Olympique de Marseille | 2–3 | Porto                  |
| Quarta rodada          |     |                        |
| Partizan               | 0–0 | Real Madrid            |
| Porto                  | 1–0 | Olympique de Marseille |
| Quinta rodada          |     |                        |
| Olympique de Marseille | 1–2 | Real Madrid            |
| Porto                  | 2–1 | Partizan               |
| Sexta rodada           |     |                        |
| Real Madrid            | 1–1 | Porto                  |
| Partizan               | 1–1 | Olympique de Marseille |

### Grupo G
| Team            | Pts | Pld | W | D | L | GF | GA | GD |
| --------------- | --- | --- | - | - | - | -- | -- | -- |
| 1. Chelsea      | 13  | 6   | 4 | 1 | 1 | 9  | 3  | +6 |
| 2. Sparta Praga | 8   | 6   | 2 | 2 | 2 | 5  | 5  | 0  |
| 3. Beşiktaş     | 7   | 6   | 2 | 1 | 3 | 5  | 7  | -2 |
| 4. Lazio        | 5   | 6   | 1 | 2 | 3 | 6  | 10 | -4 |

| Primeira rodada |     |              |
| Sparta Praga    | 0–1 | Chelsea      |
| Beşiktaş        | 0–2 | Lazio        |
| Segunda rodada  |     |              |
| Chelsea         | 0–2 | Beşiktaş     |
| Lazio           | 2–2 | Sparta Praga |
| Terceira rodada |     |              |
| Sparta Praga    | 2–1 | Beşiktaş     |
| Chelsea         | 2–1 | Lazio        |
| Quarta rodada   |     |              |
| Beşiktaş        | 1–0 | Sparta Praga |
| Lazio           | 0–4 | Chelsea      |
| Quinta rodada   |     |              |
| Chelsea         | 0–0 | Sparta Praga |
| Lazio           | 1–1 | Beşiktaş     |
| Sexta rodada    |     |              |
| Sparta Praga    | 1–0 | Lazio        |
| Beşiktaş        | 0–2 | Chelsea      |

### Grupo H
| Team             | Pts | Pld | W | D | L | GF | GA | GD |
| ---------------- | --- | --- | - | - | - | -- | -- | -- |
| 1. Milan         | 10  | 6   | 3 | 1 | 2 | 4  | 3  | +1 |
| 2. Celta de Vigo | 9   | 6   | 2 | 3 | 1 | 7  | 6  | +1 |
| 3. Club Brugge   | 8   | 6   | 2 | 2 | 2 | 5  | 6  | -1 |
| 4. Ajax          | 6   | 6   | 2 | 0 | 4 | 6  | 7  | -1 |

| Primeira rodada |     |               |
| Milan           | 1–0 | Ajax          |
| Club Brugge     | 1–1 | Celta de Vigo |
| Segunda rodada  |     |               |
| Ajax            | 2–0 | Club Brugge   |
| Celta de Vigo   | 0–0 | Milan         |
| Terceira rodada |     |               |
| Milan           | 0–1 | Club Brugge   |
| Ajax            | 1–0 | Celta de Vigo |
| Quarta rodada   |     |               |
| Club Brugge     | 0–1 | Milan         |
| Celta de Vigo   | 3–2 | Ajax          |
| Quinta rodada   |     |               |
| Ajax            | 0–1 | Milan         |
| Celta de Vigo   | 1–1 | Club Brugge   |
| Sexta rodada    |     |               |
| Milan           | 1–2 | Celta de Vigo |
| Club Brugge     | 2–1 | Ajax          |

## Oitavas de final
- Participaram 16 equipes.
- Os emparelhamentos foram determinados por sorteio, com a condição que em cada jogo se enfrentassem apenas equipes classificadas na primeira posição de um grupo frente a um classificado na segunda posição.
- As eliminatórias foram disputadas em dois jogos: a equipe classificada em primeiro na fase de grupos disputava o 2º jogo em casa.

| Equipe 1            | Total | Equipe 2          | Ida   | Volta |
| ------------------- | ----- | ----------------- | ----- | ----- |
| Celta de Vigo       | 2 - 5 | Arsenal           | 2 - 3 | 0 - 2 |
| Bayern de Munique   | 1 - 2 | Real Madrid       | 1 - 1 | 0 - 1 |
| Sparta Praga        | 1 - 4 | Milan             | 0 - 0 | 1 - 4 |
| Lokomotiv Moscow    | 2 - 2 | Monaco            | 2 - 1 | 0 - 1 |
| Stuttgart           | 0 - 1 | Chelsea           | 0 - 1 | 0 - 0 |
| Porto               | 3 - 2 | Manchester United | 2 - 1 | 1 - 1 |
| Real Sociedad       | 0 - 2 | Lyon              | 0 - 1 | 0 - 1 |
| Deportivo La Coruña | 2 - 0 | Juventus          | 1 - 0 | 1 - 0 |

## Quartas de final
- Participaram as oito equipes vencedoras das oitavas de final.
- Os emparelhamentos foram determinados por sorteio.

| Equipe 1    | Total | Equipe 2            | Ida   | Volta |
| ----------- | ----- | ------------------- | ----- | ----- |
| Porto       | 4 - 2 | Lyon                | 2 - 0 | 2 - 2 |
| Milan       | 4 - 5 | Deportivo La Coruña | 4 - 1 | 0 - 4 |
| Real Madrid | 5 - 5 | Monaco              | 4 - 2 | 1 - 3 |
| Chelsea     | 3 - 2 | Arsenal             | 1 - 1 | 2 - 1 |

Monaco avançou pelos gols fora de casa.

## Semifinais
| Equipe 1 | Total | Equipe 2            | Ida   | Volta |
| -------- | ----- | ------------------- | ----- | ----- |
| Monaco   | 5 - 3 | Chelsea             | 3 - 1 | 2 - 2 |
| Porto    | 1 - 0 | Deportivo La Coruña | 0 - 0 | 1 - 0 |

## Final
| 26 de maio de 2004 | Monaco | 0 – 3     | Porto                                         | Arena AufSchalke, Gelsenkirchen                 |
| 20:45              |        | Relatório | Carlos Alberto 39' · Deco 71' · Alenichev 75' | Público: 52 000 Árbitro: DEN Kim Milton Nielsen |

## Campeão
| Liga dos Campeões da UEFA de 2003–04 |
| Portugal                             |
| ------------------------------------ |
| Porto Campeão (2º título)            |